# Argentijnse dog
De Argentijnse dog (Dogo argentino) is een hondenras.

## Geschiedenis
De Argentijnse dog is oorspronkelijk een jachthond, maar hij is ook een goede gezinshond, mits met strenge, liefdevolle hand opgevoed. Dr. Antonio Nores Martínez begon in 1928 met het opstellen van een eerste rasstandaard.
De Argentijnse dog is de nationale hond van Argentinië. Het ras ontstond pas in de jaren twintig van de 20e eeuw en zijn schepper was Dr Antonio N. Martínez. Hij wilde een krachtige en moedige jachthond scheppen, die bovendien een goede waak- en familiehond was. De eisen die aan de hond werden gesteld waren hoog, want het beoogde wild bestond uit wilde zwijnen, poema’s en jaguars. Met de Cordobaanse vechthond uit Argentinië als uitgangspunt werd daarna de gevlekte Deense dog ingekruist, evenals de Mastín del Pirineo, de Bordeauxdog, de Boxer, de Bulterriër, de Pointer en de Ierse wolfshond.
Het heeft natuurlijk lang geduurd om het ras te consolideren, maar in 1973 werd het uiteindelijk door de FCI erkend. De Argentijnse Dog is een typische eenmanshond en geen ras voor beginners. Hij is zijn gezin zeer trouw en daarbij vriendelijk voor kinderen, maar tegelijkertijd ook een scherpe waakhond. In Argentinië wordt hij nog steeds voor de jacht gebruikt.

## Uiterlijk
De Argentijnse dog is een tamelijk grote en zeer krachtige hond die veel respect afdwingt.
- Hoofd: bol - holrond, dat wil zeggen de schedel is bol zoals het bijterstype betaamt. Het gezicht en de snuit zijn hol zoals het hoort bij een reuktype. Schedel en voorsnuit zijn even lang. Krachtige kaken en enigszins zwarte lippen. Zwarte neusspiegel.
- Ogen: donker of hazelnootkleurig met donkere of lichtere oogranden. De ogen moeten goed uit elkaar geplaatst zijn en een levendige uitdrukking, samen met een opvallende hardheid hebben.
- Oren: hoog op het hoofd aangezet, driehoekig en staand of halfstaand. In het land van herkomst worden de oren gecoupeerd.
- Gebit: kort, sterk en krachtig, met goed ontwikkelde tanden. Tanden staan hetzelfde als een zaagblad, zelfde als van een krokodil.
- Hals: sterk, goed van spieren voorzien en gewelfd, met zware keelhuid.
- Huid: veerkrachtig/elastisch, stug, de Dogo is het enige hondenras dat een huid heeft die niet scheurt.
- Lichaam: brede, diepe en lage borstkas. Goede hoeking van schouder en opperarm, goed bespierde voorkant. De ruglijn helt licht van schoft naar staartaanzet.
- Ledematen: krachtige botten, rechte en evenwijdige benen, goed gespierde dijen en krachtige lendenpartij.
- Staart: lang en grof, reikt tot het punt van het spronggewricht. Wordt normaal hangend gedragen, maar bij beweging of arbeid iets hoger en wordt dan onafgebroken heen en weer bewogen.
- Vacht: kort, hard en glanzend.
- Kleur: wit, gepigmenteerde vlekken op de huid zijn toegestaan. Officieel tot 15% van het totale huidoppervlak.
- Schofthoogte: 60-68 cm
- Gewicht: 40-45 kg

## Gebruiksdoel
De Argentijnse dog werd in het land van oorsprong (Argentinië) gebruikt als jachthond tegen grote dieren, in het bijzonder voor de jacht op everzwijnen en poema’s. Bij de jacht werkten meerdere honden samen in een groep.
Tegenwoordig wordt de Argentijnse dog gebruikt als waak-/familiehond.

## Rasproblematiek
In Duitsland is de Argentijnse dog in sommige deelstaten ingedeeld als vechthond. Het houden en fokken van dit ras is daar aan wettelijke regels onderworpen. In het Zwitserse kanton Wallis is houden van de Argentijnse dog sinds 1 januari 2006 verboden.